# Keidži Suzuki
Keidži Suzuki (* 3. června 1980 Džósó, Japonsko) je bývalý japonský zápasník–judista, olympijský vítěz z roku 2004.

## Sportovní kariéra
Jeho vrcholová sportovní kariéra je spojená s univerzitou Kokušikan v Tokiu. V japonské seniorské reprezentaci se pohyboval od roku 1999 v polotěžké váze, ve které byl dlouho ve stínu Kóseie Inoueho. V roce 2004 uspěl při japonské olympijské kvalifikaci v těžké váze nad 100 kg nad Jasujuki Munetou a startoval na olympijských hrách v Athénách. V Athénách předvedl vynikající výkon, ve finále porazil Tamerlana Tmenova na ippon technikou de-aši-harai a vybojoval zlatou olympijskou medaili. Od roku 2005 pokračoval v kariéře v polotěžké váze do 100 kg, ve které nahradil Inoueho. V roce 2008 startoval na olympijských hrách v Pekingu, kde nakonec výsledkově vyhořel. V roce 2012 se kvalifikoval na olympijské hry v Londýně, ale v japonské olympijské nominaci dostal přednost mladší Daiki Kamikawa. Vzápětí ukončil sportovní kariéru. Věnuje se trenérské a manažerské práci.

### Vítězství na turnajích
- 1999 – 1× světový pohár (Leonding)
- 2002 – 3× světový pohár (Moskva, Paříž, Kano Cup)
- 2003 – 2× světový pohár (Paříž, Kano Cup)
- 2004 – 1× světový pohár (Hamburk)
- 2009 – 1× světový pohár (Čching-tao)
- 2010 – 1× světový pohár (Tunis)

## Výsledky

### Váhové kategorie
| Turnaj            | 1998           | 1999           | 2000           | 2001           | 2002           | 2003           | 2004           | 2005           | 2006           | 2007           | 2008           | 2009       | 2010       | 2011       | 2012       |  |
| Turnaj            | 18             | 19             | 20             | 21             | 22             | 23             | 24             | 25             | 26             | 27             | 28             | 29         | 30         | 31         | 32         |  |
| Turnaj            | polotěžká váha | polotěžká váha | polotěžká váha | polotěžká váha | polotěžká váha | polotěžká váha | polotěžká váha | polotěžká váha | polotěžká váha | polotěžká váha | polotěžká váha | těžká váha | těžká váha | těžká váha | těžká váha |  |
| ----------------- | -------------- | -------------- | -------------- | -------------- | -------------- | -------------- | -------------- | -------------- | -------------- | -------------- | -------------- | ---------- | ---------- | ---------- | ---------- |  |
| Olympijské hry    |                |                | —              |                |                |                | 1.             |                |                |                | úč.            |            |            |            | —          |  |
| Mistrovství světa |                | —              |                | —              |                | —              |                | 1.             |                | úč.            |                | —          | úč.        | úč.        |            |  |
| Asijské hry       | —              |                |                |                | 1.             |                |                |                | —              |                |                |            | —          |            |            |  |
| Mistrovství Asie  |                | —              | —              | —              |                | —              | 2.             | —              |                | —              | —              | 2.         |            | —          | —          |  |
| MS juniorů        | 1.             |                |                |                |                |                |                |                |                |                |                |            |            |            |            |  |

### Bez rozdílu vah
| Turnaj               | 1998 | 1999 | 2000 | 2001 | 2002 | 2003 | 2004 | 2005 | 2006 | 2007 | 2008 | 2009 | 2010 | 2011 | 2012 |
| Turnaj               | 18   | 19   | 20   | 21   | 22   | 23   | 24   | 25   | 26   | 27   | 28   | 29   | 30   | 31   | 32   |
| -------------------- | ---- | ---- | ---- | ---- | ---- | ---- | ---- | ---- | ---- | ---- | ---- | ---- | ---- | ---- | ---- |
| Mistrovství světa    |      | —    |      | —    |      | 1.   |      | —    |      | —    | —    |      | 3.   | 3.   |      |
| Mistrovství Japonska | —    | —    | —    | —    | —    | 2.   | 1.   | 1.   | 2.   | 1.   | —    | úč.  | —    | 1.   | 3.   |